# Luddenham (del av en befolkad plats)
Luddenham är en del av en befolkad plats i Australien. Den ligger i kommunen Liverpool och delstaten New South Wales, i den sydöstra delen av landet, omkring 48 kilometer väster om delstatshuvudstaden Sydney. Antalet invånare är 1 300.
Närmaste större samhälle är Glenmore Park, nära Luddenham. 
Trakten runt Luddenham består till största delen av jordbruksmark. Runt Luddenham är det tätbefolkat, med 369 invånare per kvadratkilometer. Genomsnittlig årsnederbörd är 1 267 millimeter. Den regnigaste månaden är februari, med i genomsnitt 216 mm nederbörd, och den torraste är juli, med 25 mm nederbörd.